# 延寿宫

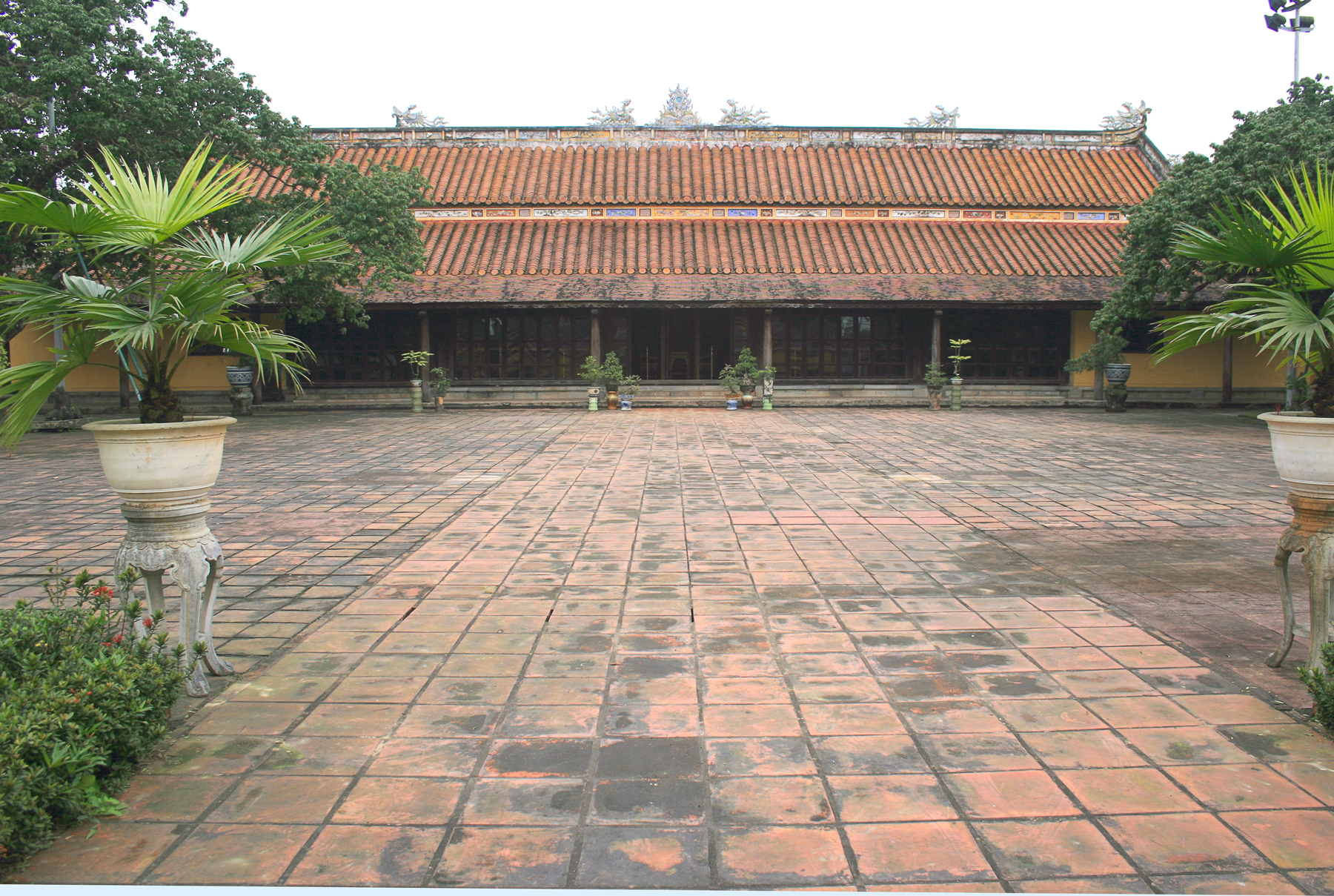

16°28′05″N 107°34′30″E / 16.468°N 107.575°E
延寿宫（越南语：／）是越南顺化皇城内，阮朝皇太后或太皇太后的住所，位于紫禁城以西、奉先殿以北，長生宮以南。
延寿宫建于1804年。1945年阮朝灭亡后，顺化皇城内很多建筑被摧毁或消失，但延寿宫得以保留。1993年成为世界文化遗产的一部分。